# 西泇河
西泇河，位于山东省南部和江苏省北部，为邳苍分洪道右岸支流。南北朝以前以其流经武原山而称“武原水”，后改称“泇水”。今西泇河发源于山东省枣庄市山亭区北庄镇东北与费县交界处，东南流经周村水库、苍山县会宝岭水库、尚岩镇、向城镇等地，于兰陵镇董塘村南进入江苏省邳州市。原西泇河在邳州市岔河镇与汶河并流至今天的邳城镇泇口村入中运河。经1958年治理后，西泇河在岔河镇以东林子村与汶河汇流后注入邳苍分洪道，岔河镇以下故道称“西泇河故道”或“老西泇河”，仍于泇口村入中运河。今西泇河干流河道全长113公里，流域面积664平方公里。